# José Machado de Castro e Silva
José Machado de Castro e Silva (10 de maio de 1876 — 10 de junho de 1943) foi militar e magistrado brasileiro.

## Biografia

### Juventude
Nasceu em Buíque, Pernambuco, filho de Leonor Machado de Castro e Silva, pernambucana, e do juiz Raimundo Teodorico de Castro e Silva, magistrado, natural do Ceará, oriundo de uma família de considerável influência política. Já pelo lado materno, era sobrinho do conselheiro Teodoro Machado Freire Pereira da Silva. Sua mãe faleceu jovem, aos 31 anos. Tinha ainda mais dois irmãos, Otília e Oscar, que também seguiu carreira na Marinha, mas morreu jovem.
Ingressou na Escola Naval no Rio de Janeiro, então distrito federal, em 14 de fevereiro de 1895. Ao concluir o curso, em novembro de 1898, recebeu a patente de segundo-tenente. No ano seguinte, foi promovido a primeiro-tenente e, em março de 1901, incorporou-se ao Corpo de Infantaria da Marinha.

### Carreira militar
Elevado a capitão-tenente em 12 de dezembro de 1903, no ano seguinte, foi designado para servir na Divisão Naval do Norte, sediada em Manaus. Após dois anos, foi transferid para a Flotilha do Alto Uruguai, passou, em 1907, para a de Mato Grosso, em virtude da extinção da primeira. Em março de 1908, foi nomeado para o Comando Geral das Torpedeiras, onde permaneceu até dezembro, quando foi encarregado dos torpedos do encouraçado Deodoro. Deixou essa função em março de 1909 para trabalhar como adjunto da Escola de Defesa Submarina.
Em setembro de 1910, seguiu para o México representando o Brasil nas festas do centenário daquele país. Foi designado, em novembro, para servir no cruzador Rio Grande do Sul, onde assumiu a chefia do Departamento dos Marinheiros Nacionais. No mês seguinte, a guarnição desse navio aderiu à Revolta da Chibata, rebelião de praças ocorrida no Distrito Federal sob a liderança do marinheiro João Cândido, em protesto contra as más condições de trabalho na Esquadra e no Batalhão Naval. Castro e Silva participou da repressão à revolta, recebendo por isso elogios do Estado-Maior da Armada.
Em janeiro de 1911, foi nomeado imediato do Rio Grande do Sul, função que exerceu até abril do ano seguinte, quando assumiu o cargo de primeiro-auxiliar da Primeira Seção da Superintendência do Pessoal. Em junho, foi designado para ser ajudante interino no Arsenal de Marinha, aí permanecendo até setembro, quando foi encarregado de estudar torpedos e defesa submarina.
Em janeiro de 1914, foi nomeado auxiliar da subcomissão naval do Brasil em La Spezia, Itália, assumindo, em junho, a função de imediato no Comando de Defesa Naval. Elevado a capitão-de-corveta em 21 de outubro, no mesmo mês, foi eleito vice-diretor do Serviço de Submersíveis e Aviação, assumindo, em janeiro de 1915, o comando da Flotilha de Submersíveis. Acumulou esse cargo com o de diretor da Escola de Submersíveis, para o qual foi nomeado em agosto de 1916, e onde ficou até janeiro do 1918, sendo substituído pelo capitão-de-fragata Protógenes Pereira Guimarães.
Em março de 1920, Castro e Silva matriculou-se na Escola de Guerra Naval, sendo designado, em janeiro do ano seguinte, adido naval à legação brasileira em Santiago, Chile, e promovido, em 10 de setembro, a capitão-de-fragata. Em fevereiro de 1923, foi nomeado membro da comissão naval que acompanhou a delegação brasileira à Quinta Conferência Pan-Americana, realizada na capital chilena.
Partiu do Distrito Federal rumo ao Nordeste em janeiro de 1926, para combater a Coluna Prestes, que então operava naquela região. Em junho, foi nomeado para a Comissão de Avaliação e Requisição, da qual foi dispensado em março do ano seguinte, quando viajou a Dacar, no Senegal, para receber os restos mortais de marinheiros da Divisão Naval em Operações de Guerra, destacamento da Marinha brasileira que operou durante a Primeira Guerra Mundial.
Em maio de 1927, assumiu a chefia do Estado-Maior da Divisão de Cruzadores, onde permaneceu por um ano, até sua nomeação para o cargo de capitão dos portos do Estado do Rio Grande do Sul. Em julho de 1929, passou a ocupar o comando do Corpo de Marinheiros Nacionais.
Foi nomeado diretor militar do Arsenal de Marinha do Rio de Janeiro logo após a vitória do Golpe de 1930, assumindo, em dezembro desse ano, o cargo de inspetor do Arsenal de Marinha do Estado do Pará. Promovido a capitão-de-mar-e-guerra em 8 de maio de 1931, em junho do ano seguinte, foi designado vice-diretor da Diretoria Geral do Pessoal da Marinha, assumindo, em agosto, o comando da Segunda Divisão Naval. Integrou-se às operações militares de combate à Revolução Constitucionalista de São Paulo, exercendo entre os dias 4 e 15, por ordem do Governo Provisório, o comando militar da praça de Santos.
Em 10 de novembro de 1932, foi promovido a contra-almirante e nomeado diretor-geral do Arsenal de Marinha do Rio de Janeiro. Em julho do ano seguinte, passou às funções de diretor da Escola Naval e, em dezembro, tornou-se comandante-em-chefe da Esquadra, substituindo o contra-almirante Américo dos Reis. Deixou o posto em fevereiro de 1935 e, em 23 de abril de 1936, foi promovido a vice-almirante, assumindo em dezembro a chefia da Direção Geral do Ensino Naval.

### Estado-Maior da Armada e cooperação com os Estados Unidos
Por decreto de 25 de fevereiro de 1938, foi nomeado chefe do Estado-Maior da Armada do Brasil, em substituição ao vice-almirante Anfilóquio Reis. Tomou posse em 7 de março seguinte e, logo em seguida, foi designado para a Comissão de Estudos de Segurança Nacional.
Sua residência foi um dos alvos visados pelos integralistas quando da tentativa de golpe desfechada em 11 de maio daquele ano. Livrando-se do cerco, Castro e Silva dirigiu-se para o Palácio Guanabara, residência oficial do Presidente da República e também objeto de ataque no mesmo dia, de onde coordenou a reação da Marinha contra os insurgentes.
Em maio de 1941, durante a Segunda Guerra Mundial, os altos comandos militares norte-americanos contavam com a possibilidade de uma ofensiva alemã no Atlântico, o que aumentou a importância militar da região costeira do Norte e Nordeste do Brasil. Iniciaram-se então negociações entre os dois países no sentido de articular um dispositivo capaz de garantir a aplicação do plano de defesa do hemisfério.
Na condição de comandante do EMA, Castro e Silva manteve contatos com o chefe da missão naval norte-americana que resultaram na adoção de um documento intitulado Cooperação e acordo, redigido e aprovado pelo Departamento de Marinha dos Estados Unidos desde novembro de 1940. Ficaram assim estabelecidas as linhas gerais de cooperação entre os dois países na defesa da costa. Reconhecia-se a necessidade de que os portos e aeroportos brasileiros permanecessem abertos, em caso de ataque, até que os Estados Unidos pudessem enviar reforços; que isso seria feito na forma de armamento e pessoal adestrado na eventualidade de agressão por parte de um país não-americano ou de infiltração nazi-fascista; ambas as partes concordavam em estabelecer um serviço de intercâmbio de informações e organizar um código comum, e o Brasil aceitava colocar à disposição da Marinha dos Estados Unidos bases aéreas, navais e ancoradouros, além de permitir “operações avançadas discretas” na área de Natal.

### Supremo Tribunal Militar
Em agosto de 1941, Castro e Silva deixou o EMA por ter sido nomeado ministro do Supremo — hoje Superior — Tribunal Militar (STM), mais uma vez, assumindo vaga deixada com por Anfilóquio Reis. Tornou-se vice-presidente dessa alta corte em 5 de janeiro de 1942. Em maio de 1943, representou a Marinha brasileira em reunião realizada nos EUA entre todos os chefes de estados-maiores das armadas do continente.

### Casamento e descendência
Em 23 de maio de 1908, casou-se com Maria Amália "Marieta" Fialho, filha de Amélia Torreão Fialho e de Antônio Fialho. O casal teve três filhos:
- Helena Maria Amália de Castro e Silva Accioli Dória, esposa de Antônio Adolfo de Accioli Dória;
- Paulo Fialho de Castro e Silva, engenheiro;
- Maria Luísa "Mary" Fialho de Castro e Silva, diplomata.

### Morte
Faleceu atropelado na noite chuvosa de 10 de junho de 1943, ao voltar de um jantar em casa de seu cunhado, o desembargador Henrique Fialho, na Avenida Portugal, na Urca. Castro e Silva foi colhido por um auto-ônibus no cruzamento das avenidas Pasteur e Venceslau Brás, em Botafogo. Ao perceber que havia atropelado o vice-almirante, o motorista, identificado como José Cabral de Arimateia, fugiu do local, imprimindo maior velocidade ao veículo e arrastando o corpo por toda a extensão da Praia de Botafogo (2.305 km). Quando se desprendeu da carroceria do ônibus, na Avenida Osvaldo Cruz, em frente ao Tribunal de Segurança Nacional, o corpo estava irreconhecível, sendo identificado pelos documentos que portava. O vice-almirante contava então 67 anos de idade. Seu corpo foi sepultado no Cemitério São João Batista.